# Albert Salvadó
Albert Salvadó (né le 1er février 1951 à Andorre-la-Vieille et mort le 3 décembre 2020 dans la même ville) est un écrivain andorran de langue catalane et espagnole.

## Biographie
Ingénieur industriel et écrivain, il est l'auteur de contes pour enfants, d'essais et de romans.
Dans la Série noire, on lui doit notamment des romans comme Le rapt, le mort et le Marseillais, prix Série noire en 2000, ou Una vida en juego, roman dédié au casino de la Rabassada à Sant Cugat del Vallès.
Il écrit également des romans d'anticipation comme Un voto por la esperanza, choisi pour le prix Plaza & Janés (es) en 1985, ou El informe Phaeton.
Il s'adonne enfin à la fiction historique avec El maestro de Keops, prix Néstor Luján du roman historique 1998, El anillo de Atila, prix Fiter i Rossell 1999, Los ojos de Aníbal, prix Carlemany 2002, La Gran concubina de Amón, prix Néstor Lujan 2005. Il est également l'auteur d'une trilogie dédiée à Jacques Ier d'Aragon (2000, formée par El puñal del sarraceno, La reina húngara et Hablad o matadme) ou de celle dédiée à Alí Bey[Qui ?] (2004, formée par ¡Maldito catalán!, ¡Maldito musulmán! et ¡Maldito cristiano!).

## Sélection d'œuvres
- L'enigma de Constantí el Gran,
- El mestre de Kheops,
- L'anell d'Àtila
- El rapte, el mort i el Marsellès, publié en français (Le rapt, le mort et le Marseillais)
- Jaume I el Conqueridor (El punyal del sarraí, La reina hongaresa, Parleu o mateu-me)
- L'ull del diable
- El relat de Gunter Psarris
- Un vot per l'esperança
- Els ulls d'Anníbal
- L’ombra d’Ali Bei (Maleït català!, Maleït musulmà!, Maleït cristià!)
- La gran concubina d'Amon
- L'informe Phaeton
- Una vida en joc
- Obre els ulls i desperta (Meteora)
- El ball de la vida, en association avec Anna Tohà
- Vols viure?

## Prix littéraires
- 1982 : La Imaginación del niño. Prix Xerric-Xerrac de contes pour enfants
- 1985 : Libertad para Satanás. Sélectionné pour le prix Plaza & Janés.
- 1997 : El enigma de Constantino el Grande. Finaliste du prix Néstor Luján du roman historique.
- 1998 : El maestro de Keops. Prix Néstor Luján du roman historique.
- 1999 : El anillo de Atila. Prix Fiter i Rossell du Cercle des arts et lettres.
- 2000 : Le rapt, le port et le Marseillais. Prix Série noire de Planeta.
- 2002 : Los ojos de Aníbal. Prix Carlemany.
- 2005 : La gran concubina de Amón. Prix Néstor Luján du roman historique
- 2016 : Prix international El Vi Fa Sang, pour la trajectoire littéraire.
- 2018 : Prix Agora culturelle 2017 de la principauté d'Andorre, pour sa contribution à l’enrichissement de la littérature de l’Andorre, en particulier dans le domaine du roman historique.